# Gephyrota
Gephyrota is een geslacht van spinnen uit de  familie van de Philodromidae (renspinnen).

## Soorten
- Gephyrota candida (Simon, 1895)
- Gephyrota glauca (Jézéquel, 1966)
- Gephyrota limbata (L. Koch, 1875)
- Gephyrota nigrolineata (Simon, 1909)
- Gephyrota pudica (Simon, 1906)
- Gephyrota virescens (Simon, 1906)
- Gephyrota viridipallida (Schmidt, 1956)